# Reinhold Ulonska
Reinhold Ulonska (* 6. September 1931 in Ostpreußen; † 12. März 2021 in Moormerland) war ein deutscher Pastor und langjähriger Präses des Bundes Freikirchlicher Pfingstgemeinden (BFP).

## Leben und Wirken
Reinhold Ulonska kam nach Kriegsende nach Norddeutschland, wo er zum Glauben fand und nach seiner Taufe bald mit einem Missions- und Predigtdienst in der Lüneburger Heide begann. 1951/52 folgte eine Studienzeit am neu eröffneten pfingstlichen Theologischen Institut in Stuttgart (heute: Theologisches Seminar Beröa in Erzhausen). Dort lernte er seine zukünftige Frau Ilse, geb. de Buhr, kennen. Die beiden heirateten 1954 und hatten vier gemeinsame Kinder.
Im Frühjahr 1951 kam er in Kontakt mit den „Freien Pfingstlern“, deren Hauptgemeinde die pfingstkirchliche Tabor-Gemeinde in Berlin-Steglitz war. Sein Weg führte ihn in die „Vorläufige Arbeitsgemeinschaft“ (AG), deren Mitglied er im Oktober 1951 anlässlich der Gründungsversammlung der „Arbeitsgemeinschaft der Christen in Deutschland“ (ACD) wurde, die 1982 in „Bund Freikirchlicher Pfingstgemeinden“ (BFP) umbenannt wurde. 1957 wurde Reinhold Ulonska in den Vorstand der ACD berufen und war von 1972 bis 1996 Präses der ACD bzw. später dann des BFP.
Ulonska war von 1972 bis 1996 Präses des Bundes Freikirchlicher Pfingstgemeinden. In seiner Amtszeit fand die Verleihung des Status einer Körperschaft des öffentlichen Rechts (KdöR) statt. Er war „Vice-President“ des internationalen Beratungskomitees „Welt-Pfingst-Konferenz“ 1972 und zwischen 1975 und dem Erreichen des Ruhestandes im Jahre 1996 Präsident der „Pentecostal European Fellowship“ (PEF). Bis ins hohe Alter nahm er Einladungen zu Predigtdiensten und Vorträgen wahr. Er trat für das Erleben der Geistestaufe und den Gebrauch der Geistesgaben ein. Seine Bücher wie „Hütet die Herde Gottes“, „Gott hat gesetzt“ oder auch „Geistesgaben in Lehre und Praxis“ wurden in mehrere Sprachen übersetzt.

„Eine Gemeinde ohne die Kraft des Heiligen Geistes ist wie ein Auto ohne Motor.“

Ulonskas Heimatgemeinde war die von ihm in den 1960er Jahren gegründete Gemeinde in Jheringsfehn, wo sich auch sein Grab befindet.

## Veröffentlichungen
- Nahe und doch so fern, Leuchter-Verlag, Erzhausen 1966, 6. Aufl. 1991, ISBN 978-3-87482-001-1.
- Gott ins Angesicht geschaut (Autobiografie), Leuchter-Verlag, Erzhausen 1968, 3. Aufl. 1977, ISBN 978-3-87482-027-1.
- Geistesgaben in Lehre und Praxis: der Umgang mit den Charismen des Heiligen Geistes, Leuchter-Verlag, Erzhausen 1983, ISBN 978-3-87482-103-2; erw. Ausgabe Bundes-Unterrichts-Werk des BFP, Erzhausen 2011, ISBN 978-3-942001-64-9.
- ... Gott hat gesetzt!, Leuchter-Verlag, Erzhausen 1995, ISBN 978-3-87482-180-3.
- Der Dienst der Frau im Licht der Bibel, Fliss, Hamburg 1995.
- Hütet die Herde Gottes. Dienst in der Gemeinde Jesu, Leuchter-Verlag, Erzhausen 1998, ISBN 978-3-87482-189-6.
- Der heilige Geist. Teil 2.: Die Charismata (mit Ingolf Ellßel, Manfred Hofmann, Wolfgang Schmalz), Bundes-Unterrichts-Werk des BFP, Erzhausen 2. Aufl. 2010, ISBN 978-3-942001-63-2.